# Felon - Il colpevole
Felon - Il colpevole (Felon) è un film del 2008 diretto da Ric Roman Waugh.

## Trama
California. Wade Porter è un padre di famiglia, con un futuro promettente, che vive in una graziosa villetta con la fidanzata Laura e il figlio di cinque anni.
Una notte, un ladro s'introduce in casa Porter e Wade, nel tentativo di proteggere la famiglia, lo colpisce durante la fuga con una mazza da baseball ferendolo mortalmente.
Accusato di omicidio preterintenzionale, viene condannato a 3 anni di carcere; durante il trasferimento in autobus dal penitenziario della contea al penitenziario di massima sicurezza nel quale dovrà scontare la pena, rimane coinvolto in una sommossa e per questo spedito in isolamento.
In prigione, Wade è costretto a sopportare le angherie degli altri detenuti e delle guardie, in particolar modo del tenente Jackson, e a fare i conti con un sistema violento e corrotto nel quale le regole della società non s'applicano più.
Sarà l'amicizia con il suo compagno di cella, l'ergastolano John Smith a salvargli la vita e ad aiutarlo a smascherare il sistema.